# El'azar Menachem Man Šach
El'azar Menachem Man Šach (hebrejsky אלעזר מנחם מן שך‎, 1./13. ledna 1898 – 2. listopadu 2001) byl jedním z vůdčích charedi rabínů litevského původu působící v Izraeli.
Společně s rabi Šmu'elem Rozovskym vedl jako roš ješiva Ponevežskou ješivu v Bnej Brak, jednu z prominentních ješiv litevských Židů. K nim se později připojil jako třetí rabi David Povarsky. Později založil politickou stranu Degel ha-Tora která zastupovala zájmy litevských Židů v Knesetu.
Mnozí jej považovali za velikána své generace (gadol ha-dor) a označovali ho uctivým titulem Maran („pán“).
Za mimořádného talmudického učence ho považovali rabi Jicchak Ze'ev Solovejčik (Briský rabi) i rabi Isser Zalman Meltzer (strýc jeho ženy), což také uvedli ve svém doporučení jeho hlavního díla, komentáře k Mišne Tora vydaného pod názvem Avi ezri. Solovejčik podpořil distribuci prvního vydání Avi ezri učenci Tóry.

## Mládí v Evropě
Šach se narodil ve vesnici Vabalninkas (v jidiš וואבוילניק‎, Vabojlnik) v dnešní severní Litvě v rodině rabi Ezri'ela a Batševy Šach. Rodina Šach se po generace věnovala obchodu, ale rodina Levitan, z níž pocházela Batševa, byli učenci Tóry, kteří působili v mnoha litevských obcích. Bratr Batševy, rabi Nisan Levitan, se později stal významnou postavou v Unii ortodoxních rabínů. El'azar byl považován za „zázračné dítě“ a již v sedmi letech začal studovat na Ponevežské ješivě. Ve třinácti letech přešel do ješivy Slabodka, kde jeho nadání upoutalo pozornost roš ješiva, rabbi Natan Cvi Finkela, a také rabi Iser Zalmana Meltzera, z ješivy Słuck. V té době vzniklo také přátelství a vzájemný respekt mezi rabi El'azarem Šachem a rabi Meltzerem, které jim vydrželo celý život.
Po vypuknutí první světové války byli studenti ješivy Slabodka rozptýleni po celé Evropě. Šach se nejprve vrátil ke své rodině, ale později cestoval po Litvě od města k městu bez stálého bydliště a pokračoval ve studiu Tóry. Po válce se znovu připojil k rabi Meltzerovi a jeho zeti, rabi Aharonu Kotlerovi v Klecku v tehdejším Polsku (dnes v Bělorusku). Když se později rabi Meltzer vrátil do Słucku, Šach jej následoval.
Słucká ješiva později proslula v Americe jako ješiva Lakewood.
Meltzer byl mladému Šachovi patronem a ochráncem, dokonce mu zorganizoval sňatek se svojí neteří Gutel, kterou si Šach vzal v roce 1923. Šach obdržel od Meltzera smichu a v letech 1927–1932 vyučoval na klecké ješivě. Po smrti rabi Me'ira Šapiro, roš ješiva na ješivě Chachmej Lublin, poslal rabi Chajim Ozer Grodzinski správě ješivy dopis, ve kterém doporučil na uvolněnou pozici Šacha. Šach přednesl na ješivě Chachmej Lublin přednášku a poté odcestoval do Vilna poradit se s Grodzinskim, zda je moudré tuto pozici přijmout. Po zvážení různých aspektů této nabídky Grodzinski změnil názor a doporučil Šachovi nepřijmout tuto nabídku. Šach poté vyučoval Talmud na ješivě Novardok. V roce 1936 se stal roš ješiva na ješivě karlinských chasidů v Łuninci.

## Útěk do Britského mandátu Palestina
Krátce před vypuknutím druhé světové války a začátkem holokaustu vedení některých ješiv zvažovalo možnost evakuace rabínů, studentů a jejich rodin. Kotler odjel do Ameriky; cestoval přes Sibiř a dorazil do Spojených států během války. Šach odcestoval v r. 1939 nejprve do Vilna, kde byl rovněž rabi Chajim Ozer Grodzinski. V tomtéž roce onemocněla a zemřela Šachova matka a také jeho nejstarší dcera. Na začátku roku 1940 se Šachova rodina rozhodla opustit Litvu. Šachův strýc z matčiny strany, rabi Aron Levitan, pomohl Kotlerovi získat emigrační vízum, ale Šach se rozhodl odjet raději do Palestiny, kde působil Meltzer jako roš ješiva na ješivě Ec chajim v Jeruzalémě, na níž později působil i Šach sám. Jeho strýc mu pomohl získat imigrační povolení pro sebe i pro rodinu a pomohl jim při těžkých začátcích po příjezdu.
Několik let poté, co byla znovu zřízena poněvežská ješiva v Bnei Brak mu bylo nabídnuto místo jednoho z jejích představitelů. Na této pozici rav Šach setrval až do své smrti. Mezi tisíci studentů, které učil, jsou i významní rabíni a vedoucí ješiv v Izraeli i mimo něj.

## Rabínská dráha
Šach byl respektován jako duchovní vůdce více než 100,000 striktně ortodoxních židů, a jako propagátor konceptu „společnosti učenců“ v poválečném charedi světě. To silně povzbudilo fenomén mladých mužů plně se věnujících studiu Tóry na ješivách a kolelech. Přestože tento životní styl byl v meziválečné Evropě poměrně vzácný, stal se v mnohých charedi komunitách v Izraeli společenskou normou společně se státní podporou poskytovanou mladým rodinám s mnoha dětmi. Současně je však doloženo, že rav Šach při četných příležitostech zdůrazňoval, že židovský národ sestává nejen z učenců Tóry, ale rovněž z „balebatim“, laiků, kteří podporují studium Tóry.
| „                    | Každý je povolán sloužit Hospodinu, ale ne každý tak může činit celodenním studiem. | “ |
| — Mishpacha Magazine |                                                                                     |   |

Šach si dopisoval s rabíny Mordechajem Gifterem, Avrahamem Karelicem, Isserem Zalmanem Meltzerem, Chaimem Grodzinskim, Moshe Feinsteinem a Jicchakem Hutnerem. Jeho stěžejní dílo, Avi ezri, bývá citováno v současné rabínské literatuře. Když byl rabi Jechezkela Levensteina vybrán na post mašgiacha ponevežské ješivy, bylo to zejména na základě Šachova doporučení; Šach byl společně s Levensteinem v kletzské ješivě a v pozdějších letech na ponevežsé ješivě ovlivnil rabi Josefa Šlomo Kahanemana, roš ha-ješiva, aby angažoval Levensteina jako mašgiacha.
Když r. Šach navštívil Chazon Iše, ten povstal, aby mu vzdal čest. Na dotaz, proč vstává na Šachovu počest, odpověděl Chazon Iš: „Protože studuje Tóru li-šmah (pro ni samotnou).“ Při jiné příležitosti Chazon Iš vyprovázel rabi Šacha po skončení návštěvy a při návratu poznamenal před svým chevrutou (spolustudujícím): „Právě jsem vyprovodil živoucí sefer Tora!“ Chazon Iš jednou řekl svému synovci: „Rav Šach má vše, co má velký muž mít.“ V r. 1952, když se Šach stal vedoucím ponevežské ješivy, Chazon Iš řekl svému synovci: Po Briském rabínu a rav Isseru Zalmanovi, rav Šach je hlavou a rameny nad ostatními… Kdykoli mělo být podepsáno veřejné prohlášení nebo veřejná výzva ke Klal Jisra'el (židovskému společenství), Steipler vždy trval na tom, aby Šachův podpis byl před jeho. Nebylo výjimkou, že Steipler přicházel k Šachovi neohlášen, aby s ním zkonzultoval nějakou životně důležitou záležitost židovského života.

## Politická dráha
Šach byl na počátku 70. let členem izraelské Mo'etzet gedolei ha-tora (Rada velikánů tóry); do tohoto kolegia jej přijal Chazon Iš. Šach napomáhal při formování sefardské náboženské strany Šas, jejímž ideovým vůdcem je nyní jeho tehdejší spojenec rabi Ovadja Josef. V r. 1984 Šas kandidoval ve volbách do 11. knesetu a Šach vyzval své litvacké stoupence, aby hlasovali pro jejich kandidátku. Tento krok mnozí vnímali jako klíčový v Šachově politickém a náboženském rozchodu s chasidy ovládanou Agudat Jisra'el. Šas byl v počátečním období pod Šachovou záštitou, později však ve straně vzrůstal vliv rabi Josefa. Tento proces vyvrcholil v r. 1992 rozhodnutím Šasu podpořit ve 13. knesetu Stranu práce, což odmítl jak Degel ha-Tora, tak Agudat Jisra'el.
Těsně před volbami v r. 1988 se Šach definitivně rozešel s Agudat Jisra'el na protest proti tomu, že ve deníku ha-Modia zveřejnila formou placené inzerce sérii článků založených na učení Lubavičského rebeho, rabi Menachema Mendela Schneersona. Šach kritizoval Schneersona za jeho údajné mesiášské aspirace. Chtěl, aby se Aguda postavila proti lubavičským, nicméně téměř žádný ze zastoupených chasidských směrů (kromě belžských chasidů) ho nepodpořil. Šach a jeho stoupenci tedy vytvořili stranu Degel ha-Tora (Prapor Tóry), která měla reprezentovat nechasidské aškenazské charedim. Schneerson vyzval své stoupence, aby podpořili Agudat Jisra'el. Aguda získala téměř třikrát více hlasů než v r. 1984 a posílila své zastoupení v Knesetu ze dvou křesel na pět, Degel ha-Tora získal pouze dvě křesla. Po hořké zkušenosti z voleb v r. 1988 přistoupil Degel ha-Tora na spolupráci s Agudat Jisra'el ve volbách v r. 1992, do kterých šli pod názvem Sjednocený judaismus Tóry. Tato koalice vydržela dodnes.
Kolem r. 1995 se Šach začal z politického dění stahovat v důsledku zhoršování svého zdravotního stavu, až nakonec odešel z politiky zcela. Vůdčími osobnostmi Degel ha-Tora se po něm stali rabi Josef Šalom Eljašiv a rabi Aharon Leib Shteinman.
Šach byl odpůrcem sionismu, a to jak sekulárního, tak i náboženského. Zásadně odmítal sekulární Izraelce a jejich kulturu. Příkladem je promluva z r. 1990, v níž spílal kibucnikům a označil je za „chovatele králíků a prasat,“ kteří ani „nevědí, co je Jom kipur.“ Ve stejném proslovu uvedl, že Izraelská strana práce se odřízla od své židovské minulosti a snaží se „najít novou Tóru.“ Šach si podle všeho nic nedělal z konfliktů, které jeho ostrá prohlášení mohla způsobit. Říkal: „Není třeba se trápit kvůli machlokes (sporům, diskusím) … člověk musí být ba'al-machlokes (hádavý). Není nic záslužného na tom být v souladu se všemi.“ Šach měl i kritické názory na demokracii, kterou jednou označil jako „rakovinu“ a dodal, že „pouze svatá Tóra je opravdová demokracie.“
Šach podporoval stažení z Izraelem ovládaných území. Tento názor opíral o halachický princip pikuach nefeš (záchrana duše), podle něhož má záchrana života přednost před téměř všemi dalšími povinnostmi vyplývajícími z Tóry, včetně těch, které se týkají svatosti země Izrael. Kritizoval izraelské osídlování Judey a Samaří a pásma Gazy (které byly v té době osídleny především sekulárními Židy a náboženskými sionisty) jako „nehorázné provokování mezinárodního společenství“ a vyzýval charedim, aby se do těchto komunit nestěhovali.
Šachova pohřbu v r. 2001 se zúčastnilo 200 000 lidí. Premiér Ariel Šaron ocenil jeho zásluhy, když řekl: „Bezpochyby jsme ztratili významnou osobnost, která poznamenala mnoho let. Vyjadřuji soustrast jménem nás všech; sdílíme truchlení a zármutek jeho rodiny a charedi komunity.“

## Rodina

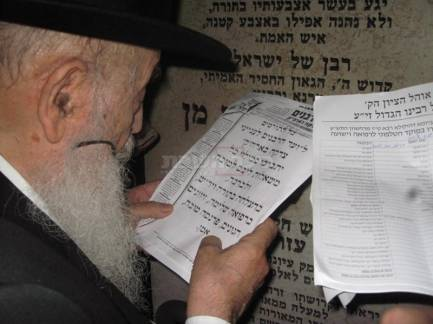
Rabi Me'ir Cvi Bergman se modlí u hrobu svého tchána, rav Šacha

Rav Šach měl tři děti, které se narodily v Klecku ve 20. letech: Mirjam Rajzel, Dvoru, a Efrajima. Mirjam Rajzel zemřela v r. 1939 na zápal plic. Dvora se provdala za rabi Me'ira Cvi Bergmana, s nímž měla několik dětí.
Efrajim se připojil k hnutí náboženského sionismu. Sloužil v izraelské armádě, získal doktorát z historie a filosofie a působil jako poradce na izraelském ministerstvu vzdělávání. Zemřel v r. 2011.
Šachova žena Guttel zemřela v r. 1969 na komplikace spojené s cukrovkou.

#### Biografie a příběhy
- ČEJKA, Marek. Rabíni naší doby. Brno: Barrister & Principal, 2001. ISBN 978-80-87474-00-6. S. 235–242.
- AVIŠAJ, Ben Chajim. Iš ha-haškafa: ha-Ideologja ha-charedit al pi ha-rav Šach. [s.l.]: Mosaica Publishers (hebrejsky)
- STERN, Jechi'el Michel. Maran roš ha-ješiva rav Šach. [s.l.]: Israel Book Shop (hebrejsky)